# Alopochen mauritiana
Alopochen mauritiana е изчезнал вид птица от семейство Патицови (Anatidae).

## Разпространение
Видът е разпространен в Мавриций.